# Stephan Kleinschmidt
Stephan Kleinschmidt (født 1. marts 1977 i Sønderborg) er en dansk-tysk lokalpolitiker, som har været medlem af byrådet i Sønderborg Kommune, valgt for Slesvigsk Parti siden 2006 og første viceborgmester i kommunen siden 2018. Kleinschmidt var formand for byrådets kulturudvalg 2006-2011 og 2014-2021. Han har meddelt, at han ikke genopstiller til byrådet ved kommunalvalget 2025.
Kleinschmidt er opvokset i Rinkenæs. Han er udddannet markedsføringsøkonom fra Erhvervsakademi Aarhus i 2002.
Ved Folketingsvalget 2015 var han opstillet for Radikale Venstre og blev førstesuppleant i Sydjyllands Storkreds.
Kleinschmidt har været medlem af bestyrelsen for Nordisk Informationskontor i Sønderjylland.
Stephan Kleinschmidt var rådmand (Stadtrat) i Flensborg 2018-2024 med uddannelse, integration og sikkerhed som sine områder. Han efterfølges på posten af Noosha Aubel.
Stephan Kleinschmidt har dobbelt statsborgerskab, dansk og tysk, og derfor kan han virke i både dansk og tysk politik.
Han blev i oktober 2022 slået til Ridder af Dannebrog.